# Alsteinia trigonalis
Alsteinia trigonalis är en kackerlacksart som beskrevs av Karlis Princis 1965. Alsteinia trigonalis ingår i släktet Alsteinia och familjen småkackerlackor.
Artens utbredningsområde är Togo. Inga underarter finns listade i Catalogue of Life.